# Vyšší archieparchie Ernakulam–Angamaly
Vyšší archieparchie Ernakulam–Angamaly je katolickou arcidiecézí syrsko-malabarského ritu.

## Historie a současnost
Dne 28. července 1896 byl založen apoštolský vikariát Ernakulam a jeho prvním vikářem se stal Aloysius Pareparambil. Vikariát byl vytvořen z území apoštolského vikariátu Trichur a z potlačeného vikariátu Kottayam. O 27 let později 21. prosince 1923 byl vikariát povýšen na metropolitní arcidiecézi Ernakulam a poté 16. prosince 1992 byl arcidiecéze povýšena na vyšší/vrchní arcidiecézi-její arcibiskup je současně vrchním arcibiskupem celé církve. Jejím hlavním chrámem je St. Mary’s Cathedral Basilica. Tato arcidiecéze má pod sebou dvě sufragánní diecéze : diecéze Idukki a diecéze Kothamangalam. V roce 2016 měla arcidiecéze : 610 000 věřících, 382 diecézních kněží, 382 řeholních kněží, 711 řeholníků, 5270 řeholnic a 349 farností.

## Procesy svatořečení
V této době trvá proces svatořečení služebníka Božího Varghese Payyappilly který byl knězem této arcidiecéze a zakladatelem kongregace Sester od strádajících. nihil obstat (nic nepřekáží aby začal tento proces) byl vydán roku 2010.

## Kongregace nebo instituty
V archieparchii je 29 mužských řeholních kongregací, 70 ženských řeholních kongregací a 5 sekulárních institutů. Mezi tyto kongregace patří: kapucíni, františkáni, minorité, karmelitáni, bosí karmelitáni atd.

## Seznam vikářů, arcibiskupů a vyšších arcibiskupů
Apoštolští vikáři

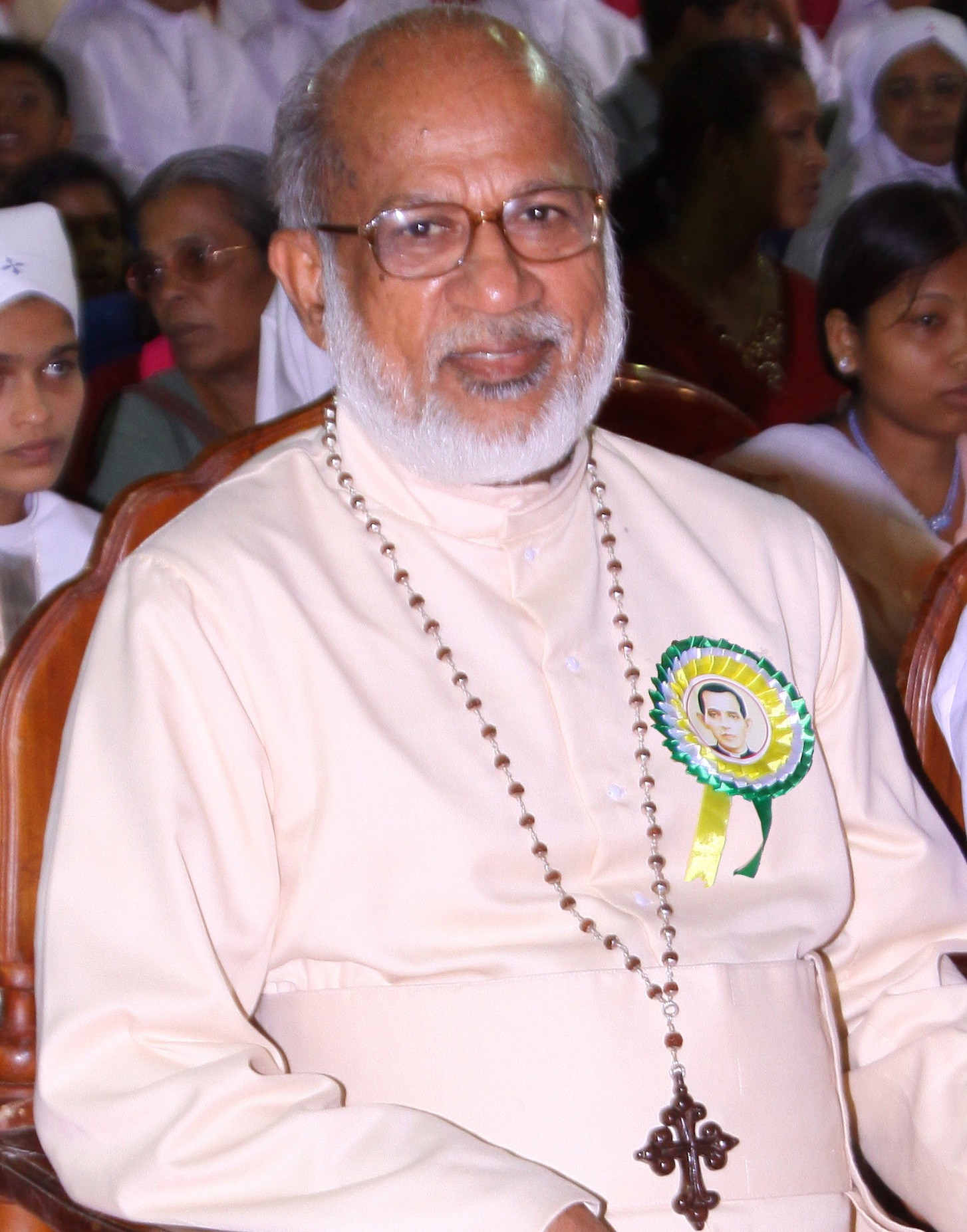
Kardinál George Alencherry

- Aloysius Pareparambil (1896–1919) – Titulární biskup Tymanduský
- Augustine Kandathil (1919–1923) – Titulární biskup Aradský (poté arcibiskup)

Metropolitní arcibiskupové
- Augustine Kandathil (1923–1956)
- Joseph Parecattil (1956–1984)
- Antony Padiyara (1985–1992) - (poté vyšší arcibiskup)

Vyšší arcibiskupové
- Antony Padiyara (1992–1996)
- Varkey Vithayathil, C.SS.R. (1996–1999 administrátor) a (1999–2011 arcibiskup)
- George Alencherry (2011–2023), roku 2018 se zřekl vedení archieparchie, avšak zůstává hlavou syrsko-malabarské církve[1]
  - Andrews Thazhath (2018–2023), apoštolský administrátor sede plena
  - Bosco Puthur (2023–2024), apoštolský administrátor sede vacante
- Raphael Thattil  (od 9. ledna 2024)[2]

## Seznam pomocných biskupů
- Joseph Parecattil (1953–1956) – Titulární biskup Arethuský (poté arcibiskup)
- Sebastian Mankuzhikary (1969–1986) – Titulární biskup Arethuský
- Jacob Manathodath (1992–1996) – Titulární biskup Abyduský
- Thomas Chakiath (1998–2012) – Titulární biskup Uzippariský
- Sebastian Adayanthrath (od 2002) – Titulární biskup Macriana maior
- Jose Puthenveettil (od 2013) - Titulární biskup Rusubbicarijský